# Cronica lui Radu Greceanu
Cronica lui Radu Greceanu (titlu complet: Istoria domniei lui Constantin Basarab Brîncoveanu voievod) este o lucrare scrisă de cărturarul Radu logofătul Greceanu. Este cronica oficială a Țării Românești în timpul domniei lui Constantin Brâncoveanu. Scopul cronicii era asigurarea faimei în țară și peste hotare, printr-o scriere care să fie independentă de vechiul letopiseț al țării și de Letopisețul Cantacuzinesc.

## Autorul
Autor a fost ales de către Brâncoveanu un cărturar care împreună cu fratele său Șerban Greceanu se distinsese încă de pe vremea lui Șerban Cantacuzino (1678-1688), traducând sub oblăduirea lui Constantin Cantacuzino stolnicul Biblia în limba română din 1688. Cronica lui Radu Greceanu se caracterizează prin faptul că cronicarul nu face referire la sine niciodată.

## Scrierea cronicii

### Prima parte
Deși N. Iorga susținuse în  Istoria literaturii romănești (vol. II) că Brâncoveanu l-ar fi tocmit pe Greceanu să scrie încă din primul an al domniei, cercetătoarea Aurora Ilieș consideră că redactarea cronicii a început în anul 1693, când Brâncoveanu s-ar fi simțit pentru prima dată sigur de domnia sa. Ca argument ea face trimitere la formulările care indică că autorul anticipează desfășurarea evenimentelor, precum „să vie în țară să facă mii de răutăți, cum au și făcut”.
În 1698, când s-au împlinit zece ani de domnie, Greceanu a alcătuit predoslovia, pe care a pus-o în fruntea celor 43 de capitole redactate până la acel moment. Al 43-lea capitol făcea referire și la numirea pe viață în domnie a Brâncoveanului, în paragraful „Mai milostivitu-s-au încă putérnicul înpărat pentru multa slujbă ce au slujit măria sa Costandin vodă cu credință în vrémea oștii de l-au dăruit cu hatișerif ca pînă va avea zile să domnească acest pămînt al țărăi.”

### A doua parte
După acest jalon, scrierea cronicii a continuat până în 1707, când conflictul dintre Brâncoveanu și foștii săi mentori Cantacuzinii s-a acutizat. La acest moment, Brâncoveanu a dispus ca Greceanu să revizuiască textul din intervalul 1699-1707, pe care îl considera prea moderat în ton. Noua versiune a fost numită de Ilieș „istoria de taină”. Ea cuprinde în consecință o serie de detalii suplimentare: despre complotul boieresc din 1700 (Dumitrașco Corbeanu, Grigore Băleanu și Radu Popescu erau printre intriganții care ar fi vrut să-l înlocuiască pe domn cu fratele Domniței Ghica); în ce privește episodul Adrianopol 1703, întreaga vină este pusă în cârca lui Alexandru Mavrocordat Exaporitul; este inclus episodul încercării capuchehaiauăi Toma Cantacuzino de-al înlocui pe domn în 1704. De asemenea erau menționate căsătoriile fetelor domnului, pentru a sublinia prestigiu său.

### A treia parte
După această rescriere, redactarea cronicii a continuat în același ton vehement față de dușmanii lui Brâncoveanu. Cronica încetează cu câteva săptămâni înaintea mazilirii lui Brâncoveanu. Astfel, partea a treia a cronicii este o continuare a „istoriei de taină”. Capitolul 91 descrie trădarea de către Toma Cantacuzino a domnului, prin trecerea cu o parte din oaste de partea turcilor, episod tratat cu indignare de cronică.
În cuvintele cronicarului, „[...] aflat-au zic, organ și vas primitor priimitoriu de zavistie, pre Toma Cantacuzino, marele spatar, carele tocma ca cel den 12 apostoli, Iuda, alegîndu-se, și dă cătră stăpînul său fără de nici o nevoe, ca un hiclean hainindu-se, Iudii cu adevărat s-au asemănat. [...] Deci trecînd Toma spătarul în ținutul Moldovii, au tras la vestitul telpiz [viclean, prefăcut, n.n.], domnul țării Moldovii, Dumitrașco vodă Cantimir [Dimitrie Cantemir, n.n.], cu care și mai înnainte vreme înțelegere avusese, dă vreme ce mintea amânduror la acest feli dă lucruri blestemățești și necuvioase bine să potrăviia. Și cu el la Iași înpreunîndu-se, amîndoi la obuzul lui Șiremet fiind la Țuțora, s-au dus cu tot adinsul, cu mintea lui cea sburatecă, meletisind lîngă pacostea și primejdiia ce țărăi vrea să aducă și dă istov surparea și dăzrădăcinarea domnului.”

## Istoricul scrierii
Părțile II și III ale cronicii au fost suprimate din compilația oficială a cronicilor domnești. Conform istoricului N. Iorga, acest fapt s-ar fi datorat primului domn fanariot Nicolae Mavrocordat, idee contrazisă de Ilieș, care arăta că înainte de a-l deranja pe Mavrocordat, cronica fusese cenzurată de Ștefan Cantacuzino.
Compilația dată în lucru de Ștefan Cantacuzino cuprindea doar 48 de capitole din lucrare, fără predoslovie. Restul era suplinit de cronica lui Radu Popescu. Această compilație s-a păstrat peste secole în biblioteca Mitropoliei din Blaj. În prezent se află în fondul Blaj al colecțiilor filialei din Cluj a Academiei Române.